# Chiese di Reggio Calabria
Alcune principali chiese 

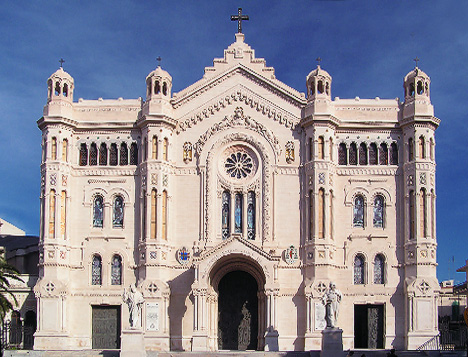
Cattedrale
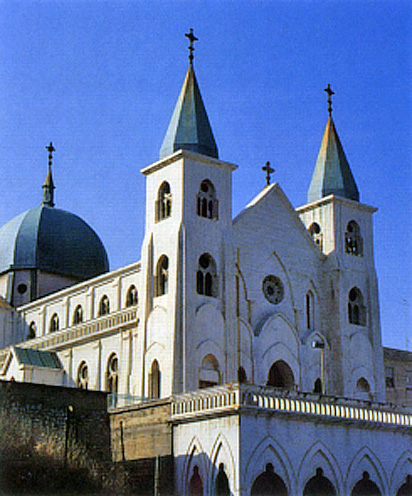
Santuario di Sant'Antonio da Padova

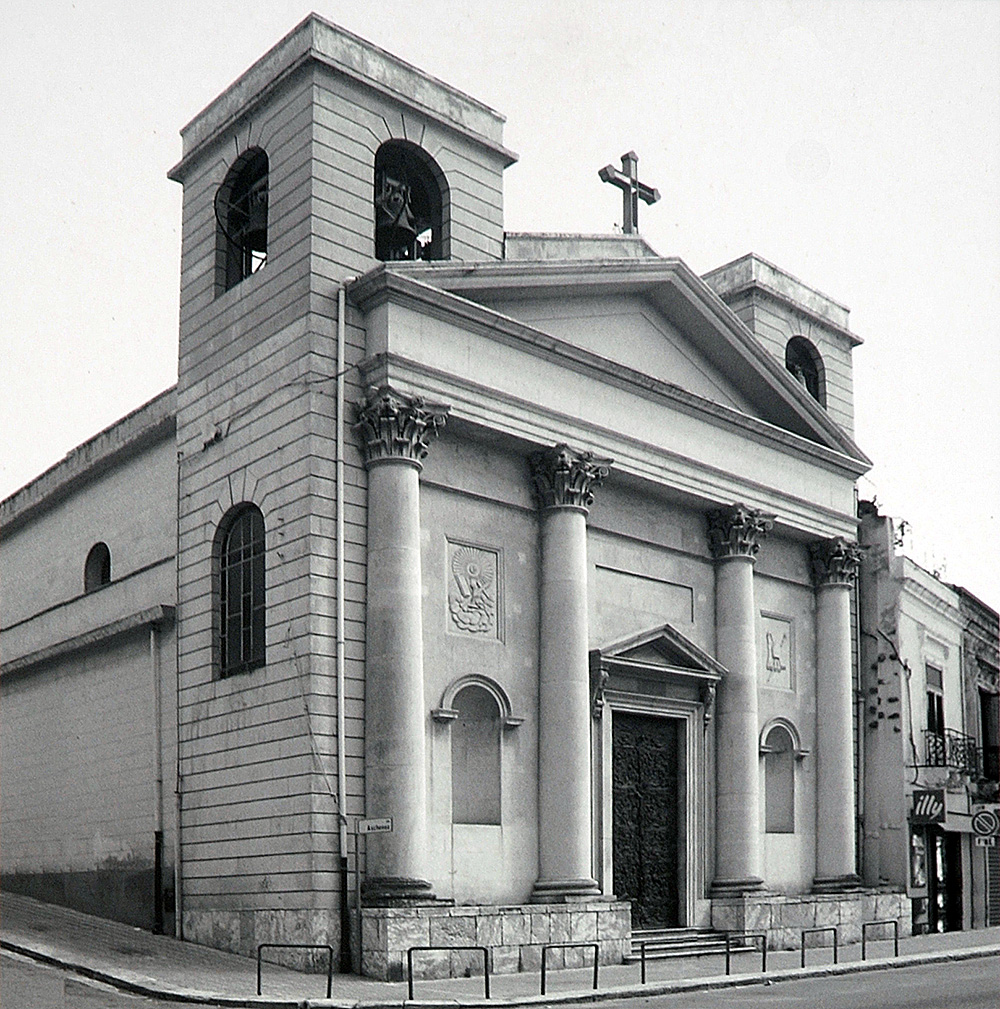
Cattolica dei Greci
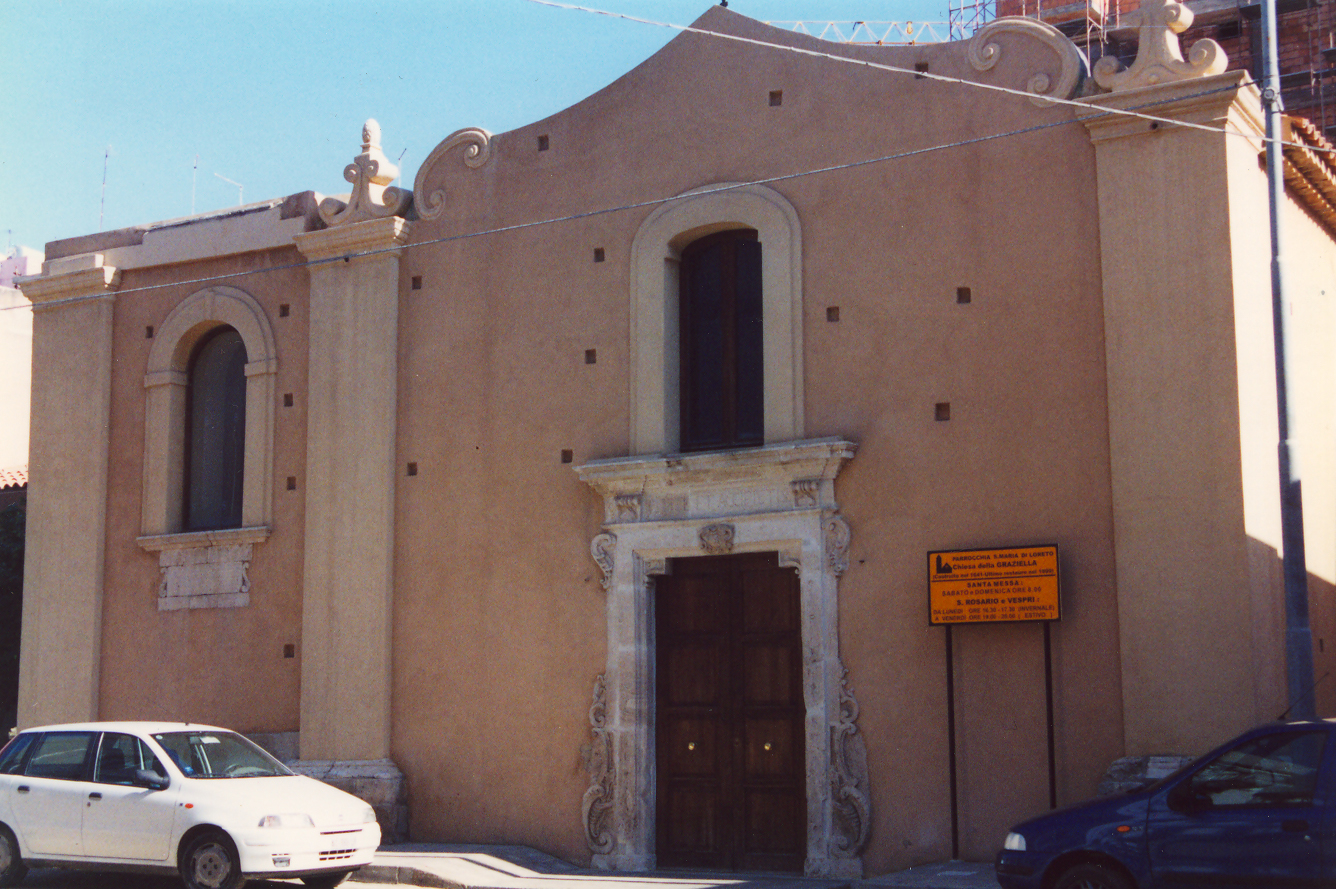
Chiesa della Graziella

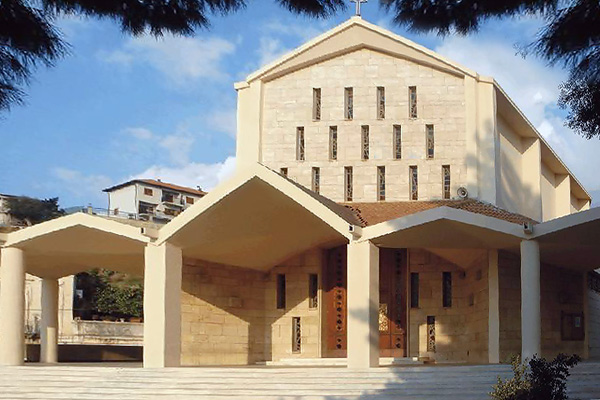
Santuario dell'Eremo
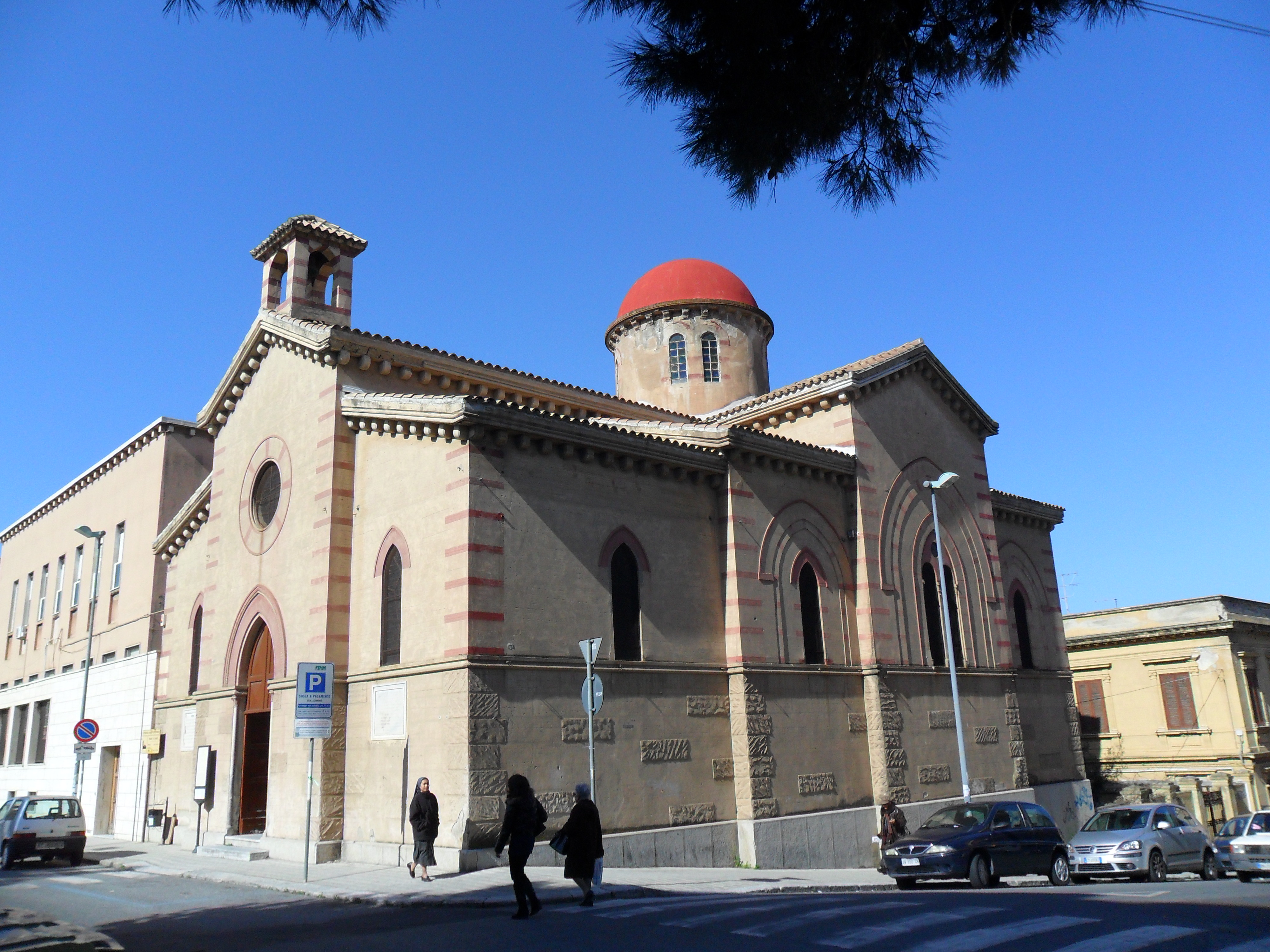
Chiesa degli Ottimati

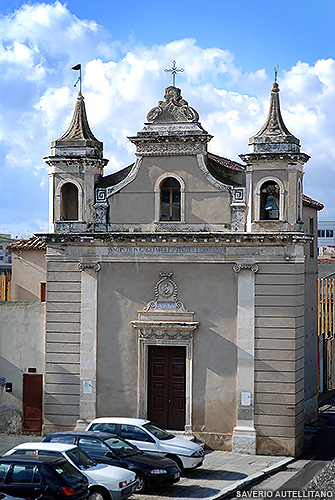
Chiesa di San Pietro
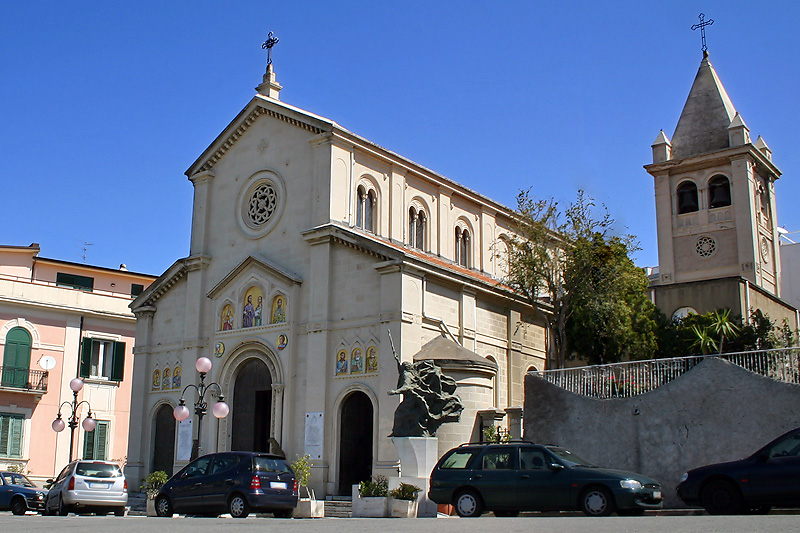
Chiesa di San Paolo

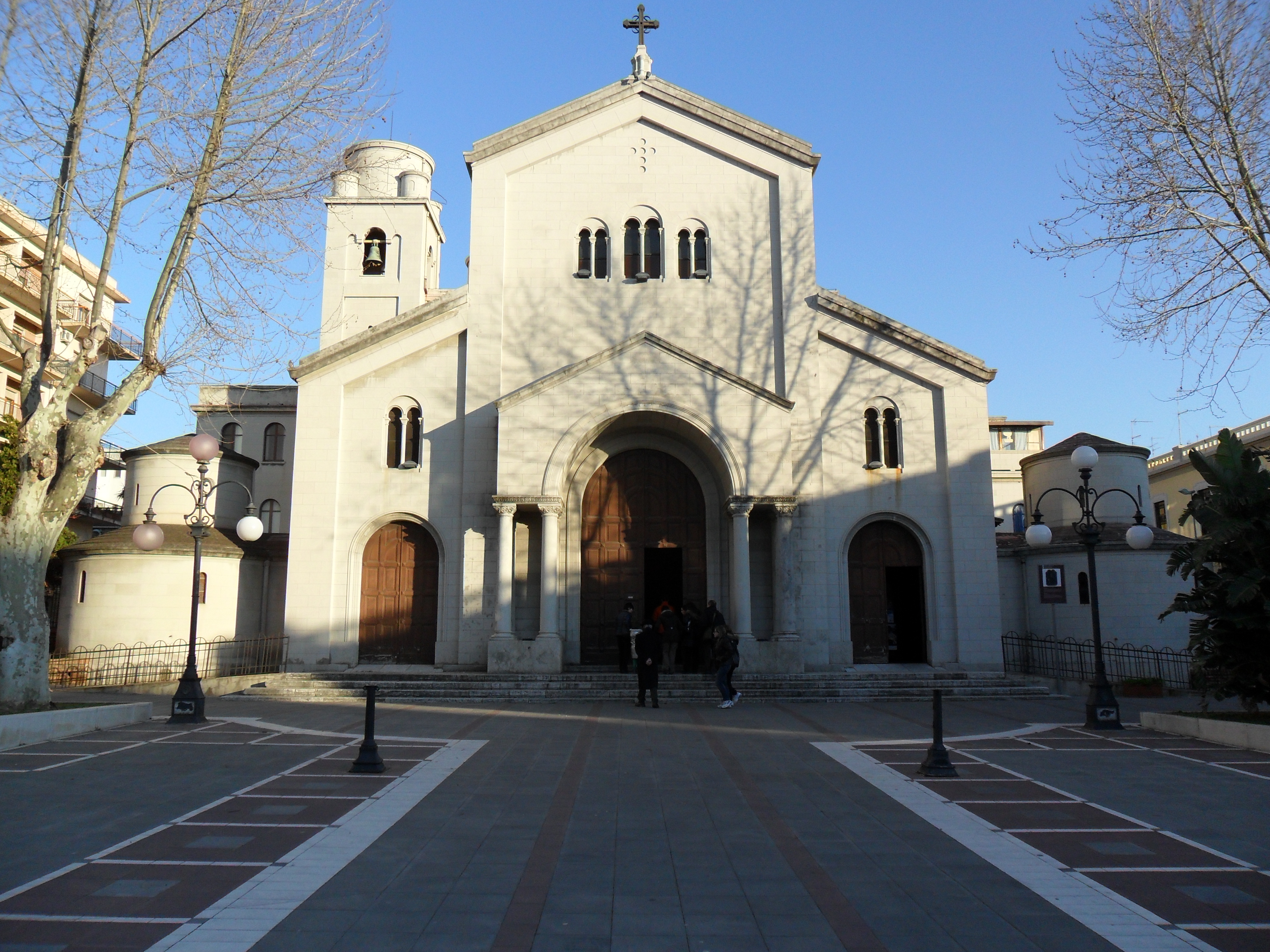
Chiesa di S.Agostino
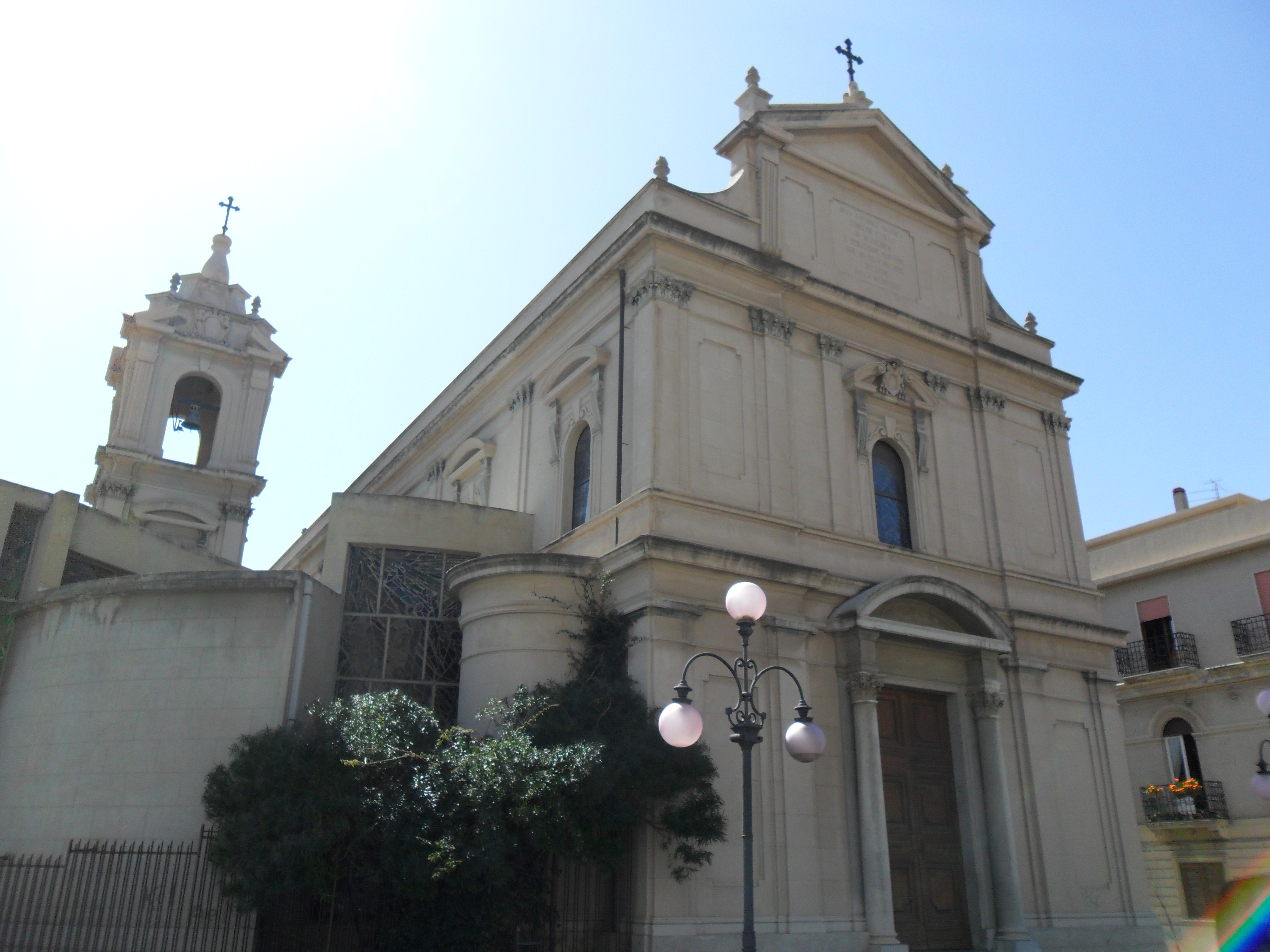
Chiesa del Crocifisso

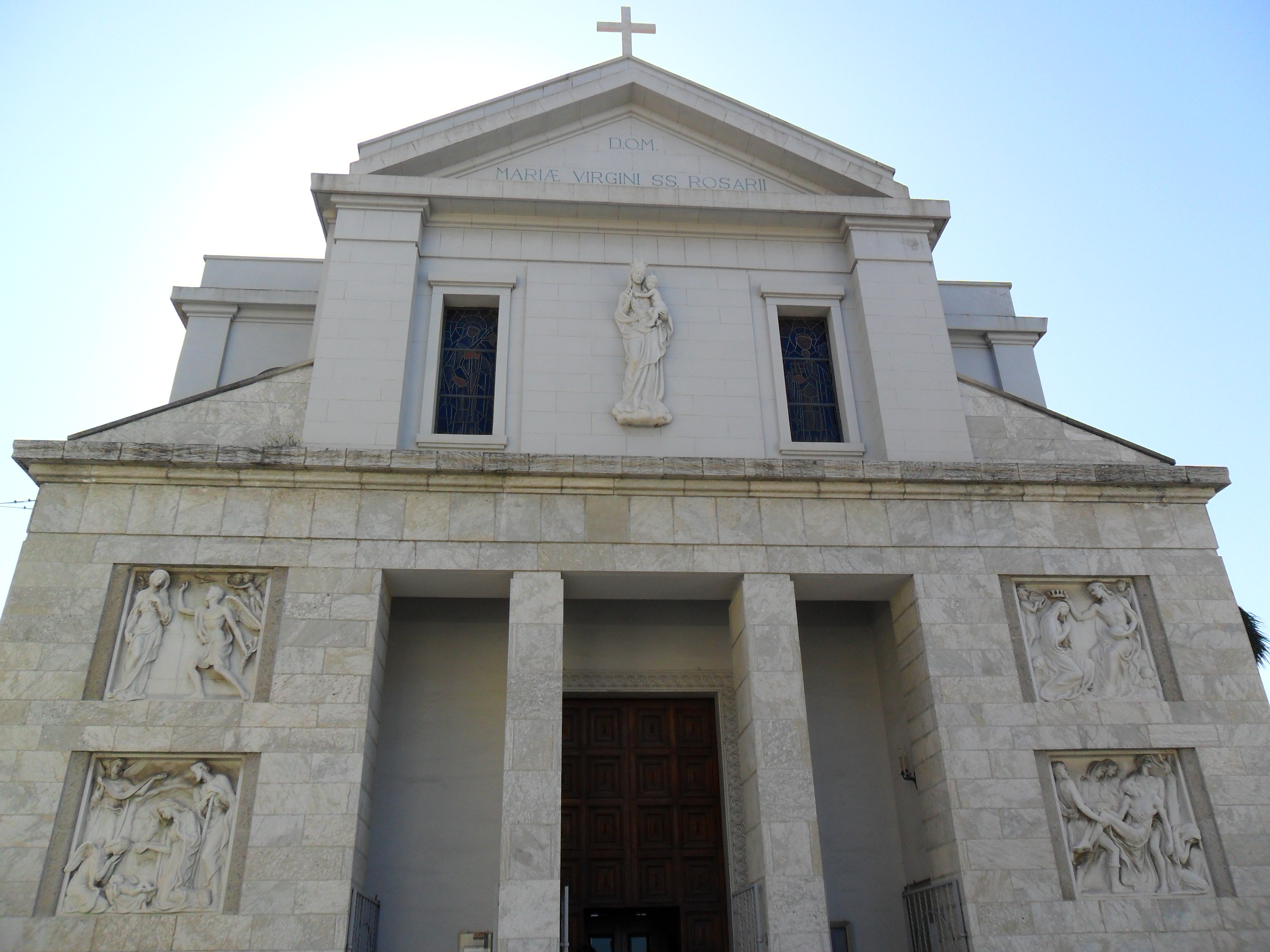
Chiesa del Rosario
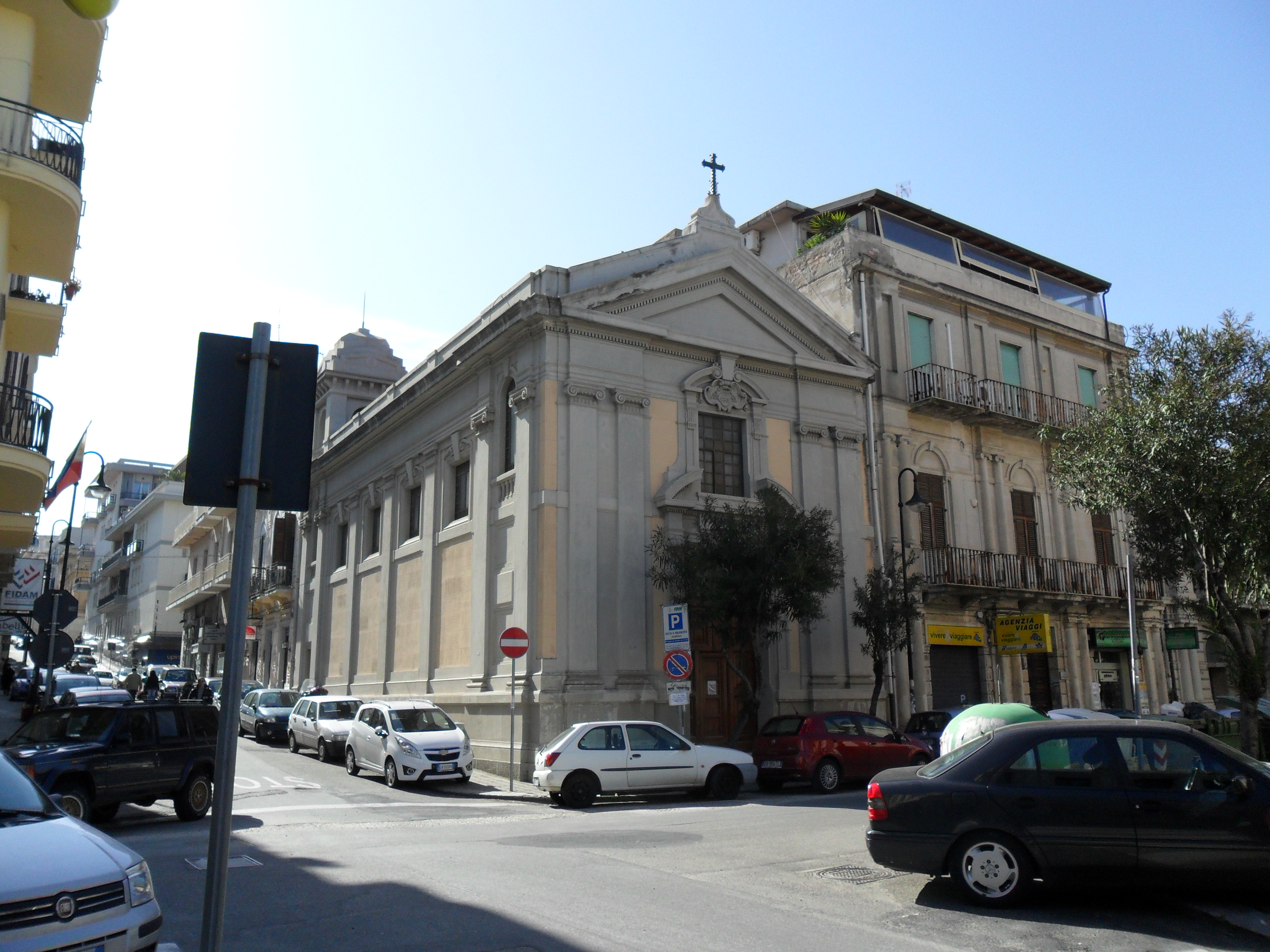
Chiesa di via Miraglia

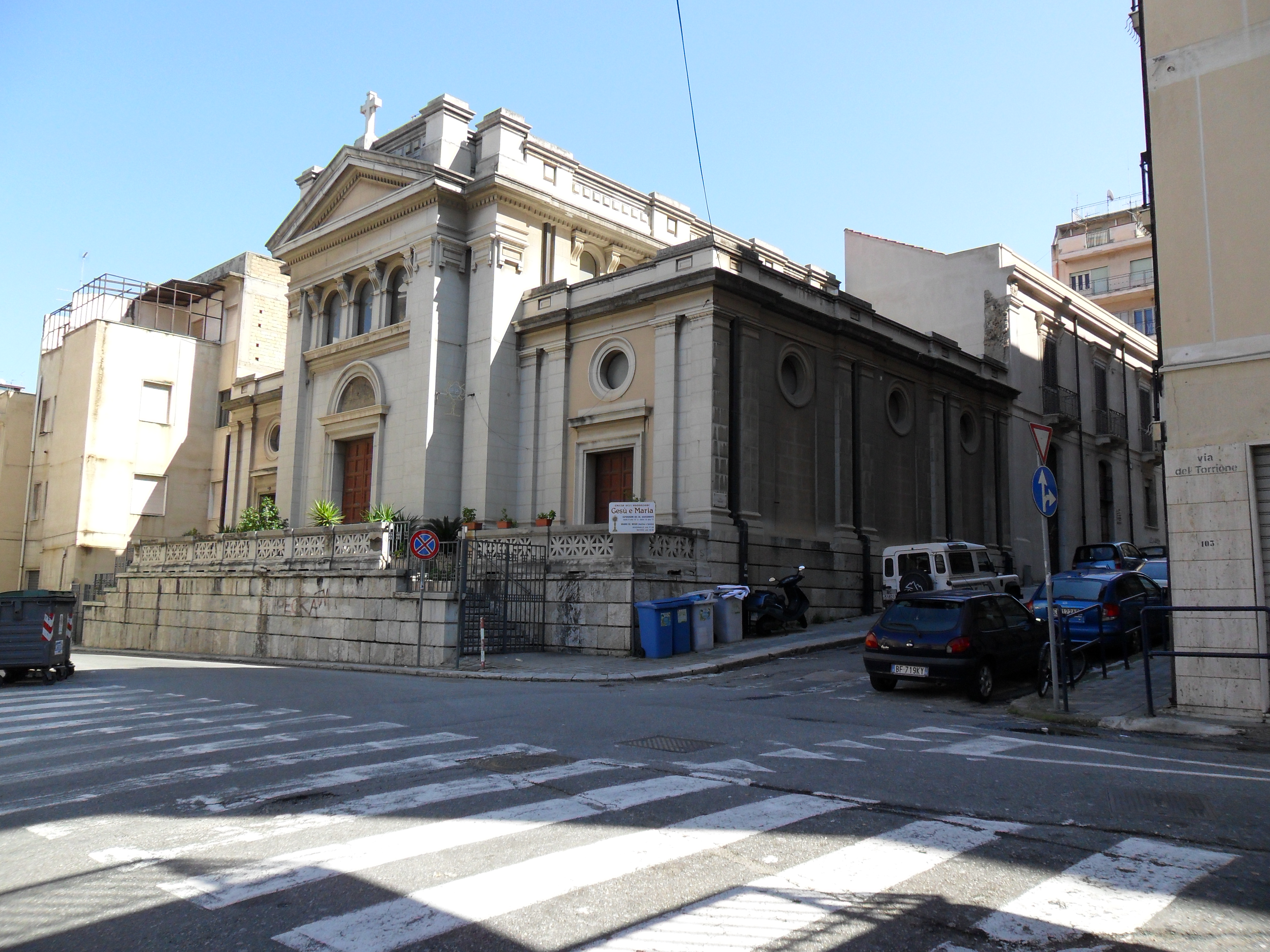
Chiesa di Gesù e Maria
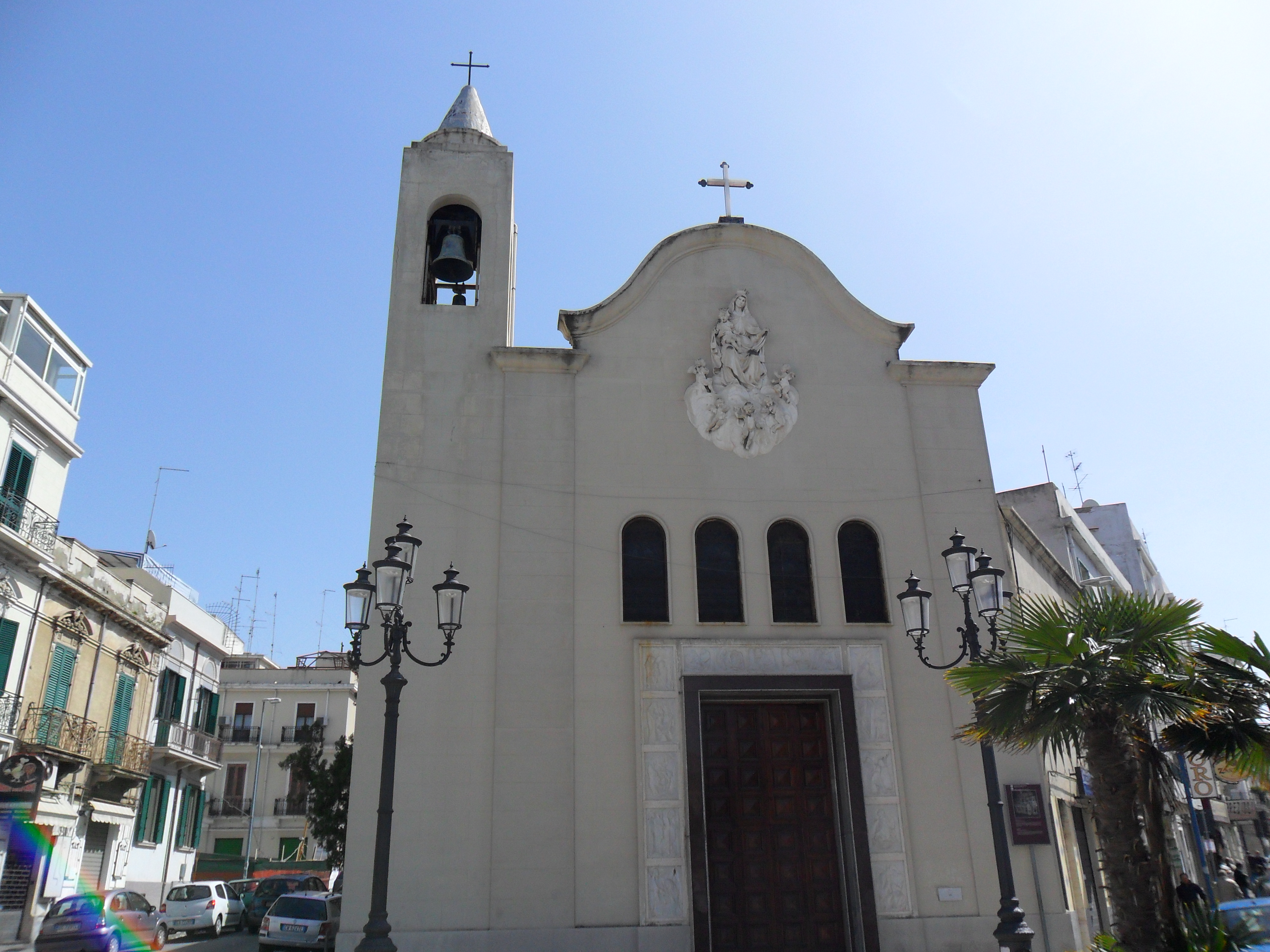
Chiesa del Carmine

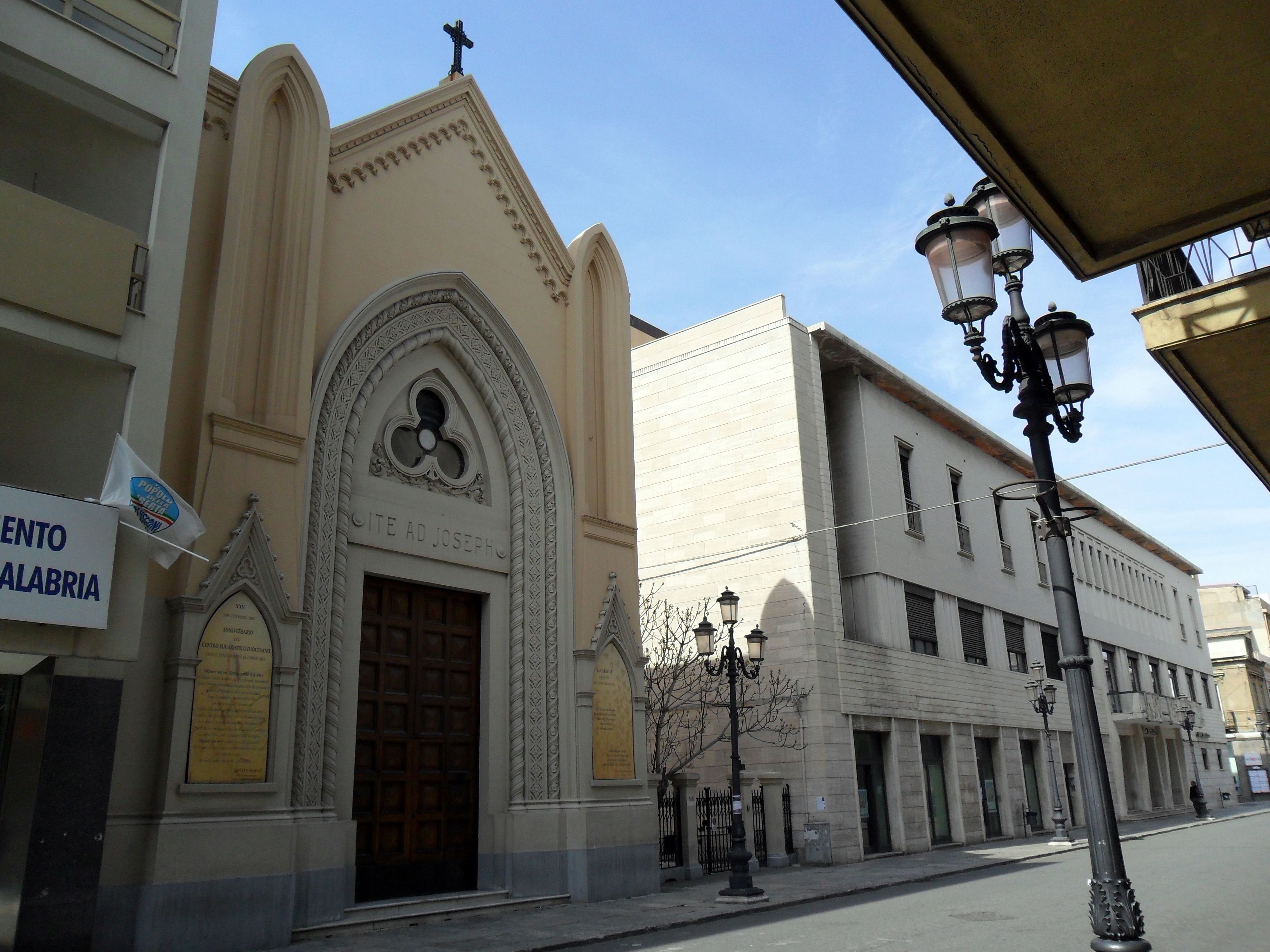
Chiesa di San Giuseppe al corso
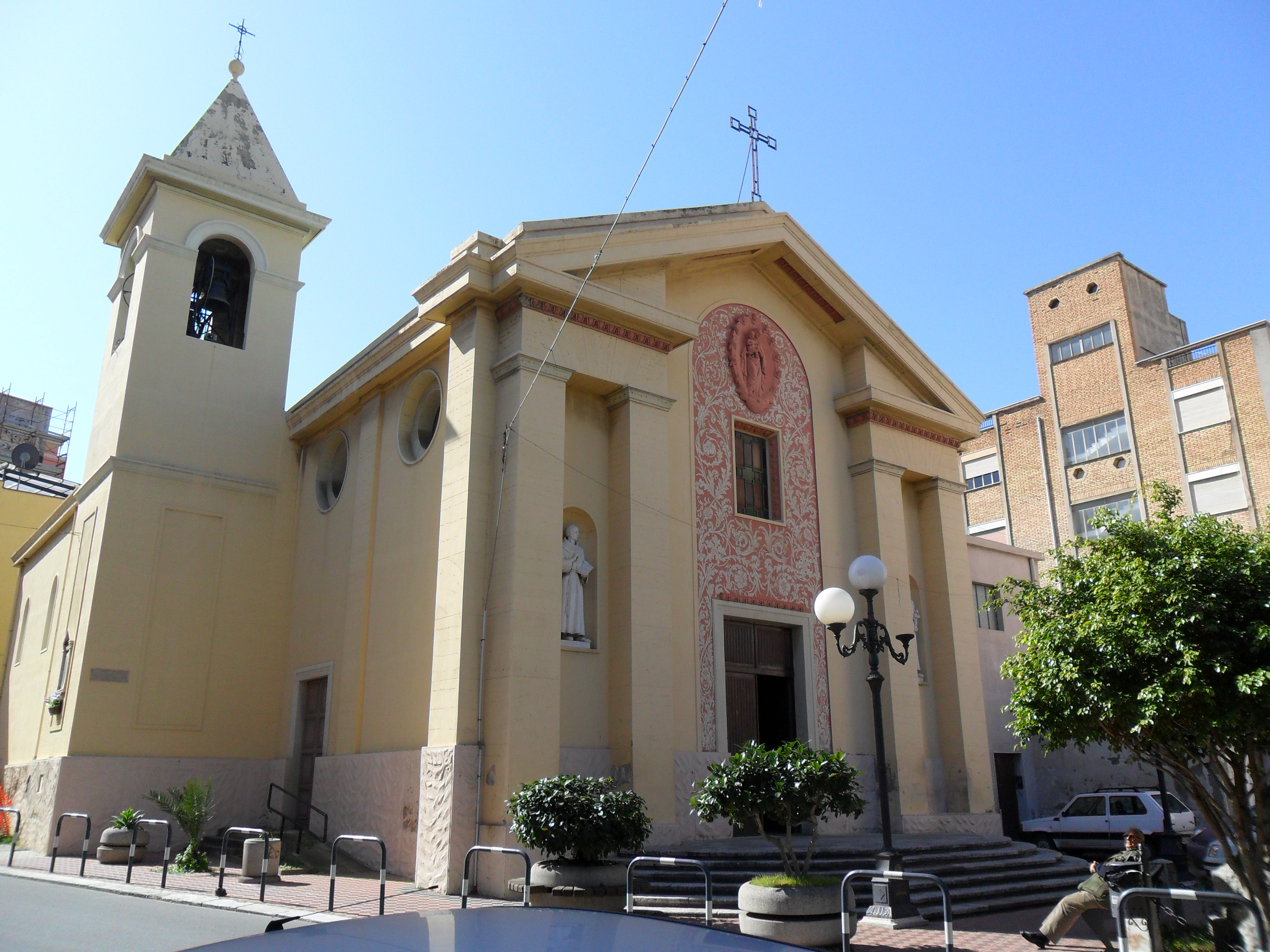
Chiesa di San Francesco d'Assisi

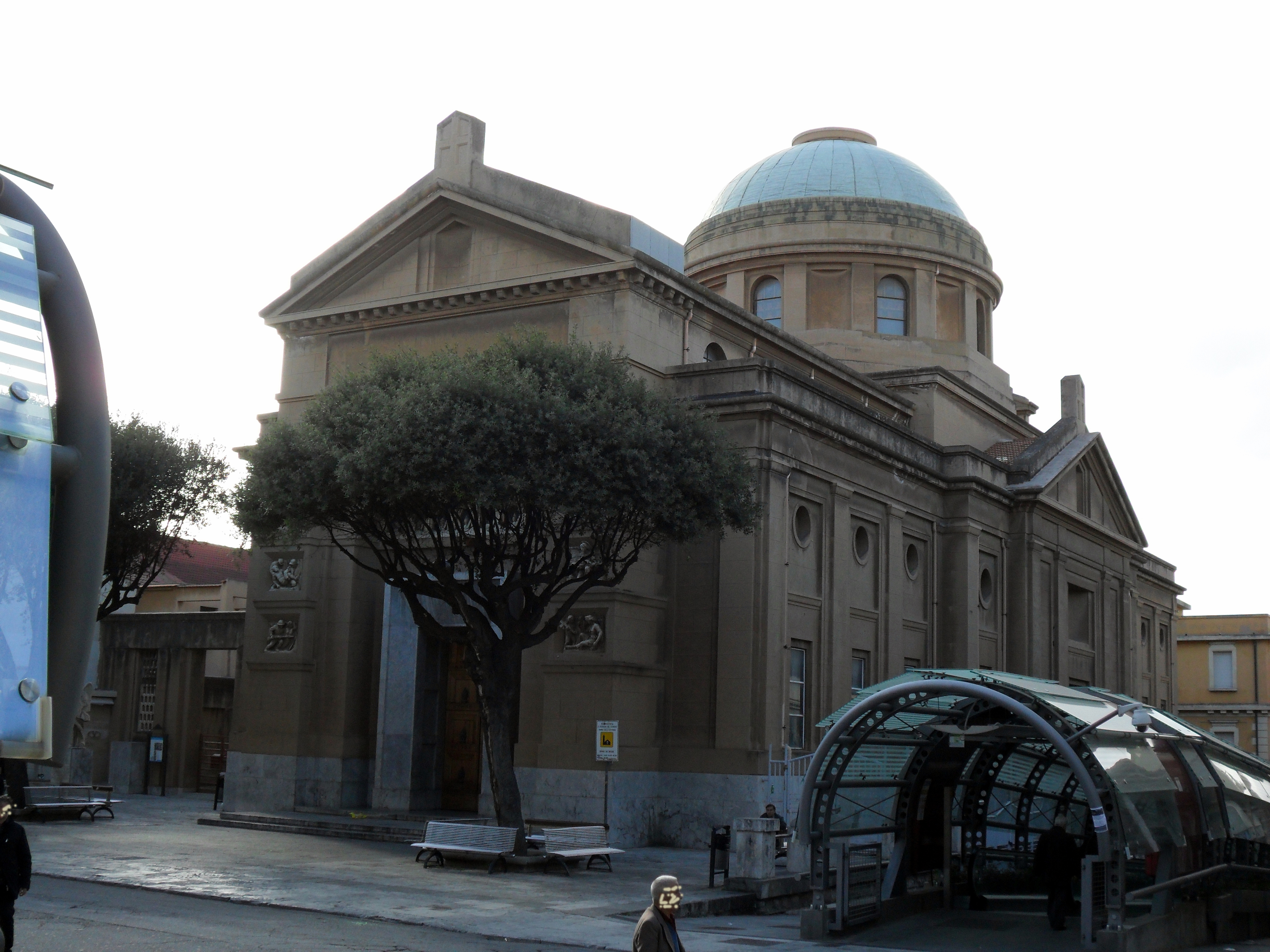
Chiesa di San Giorgio al Corso
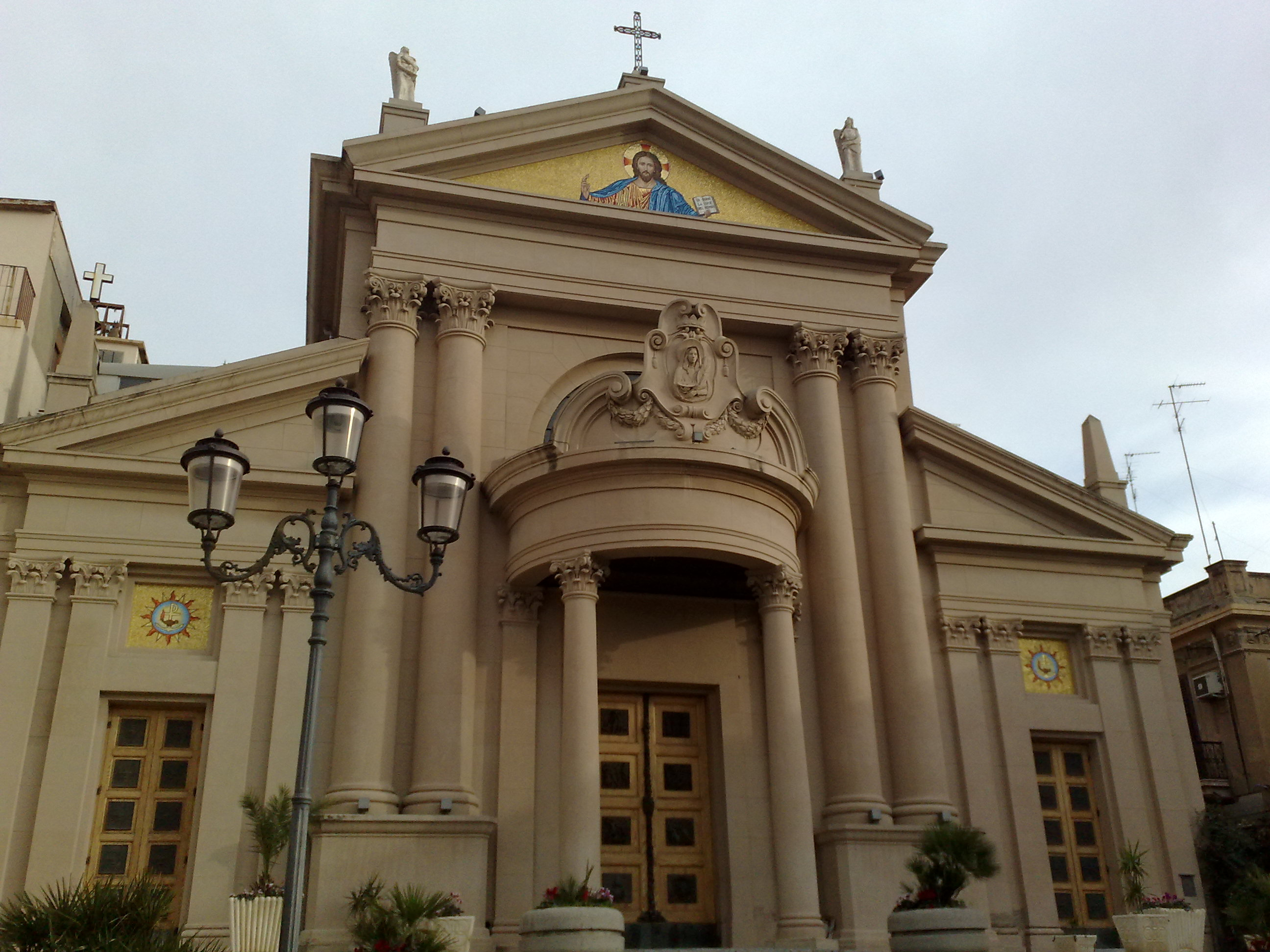
Chiesa di Santa Lucia

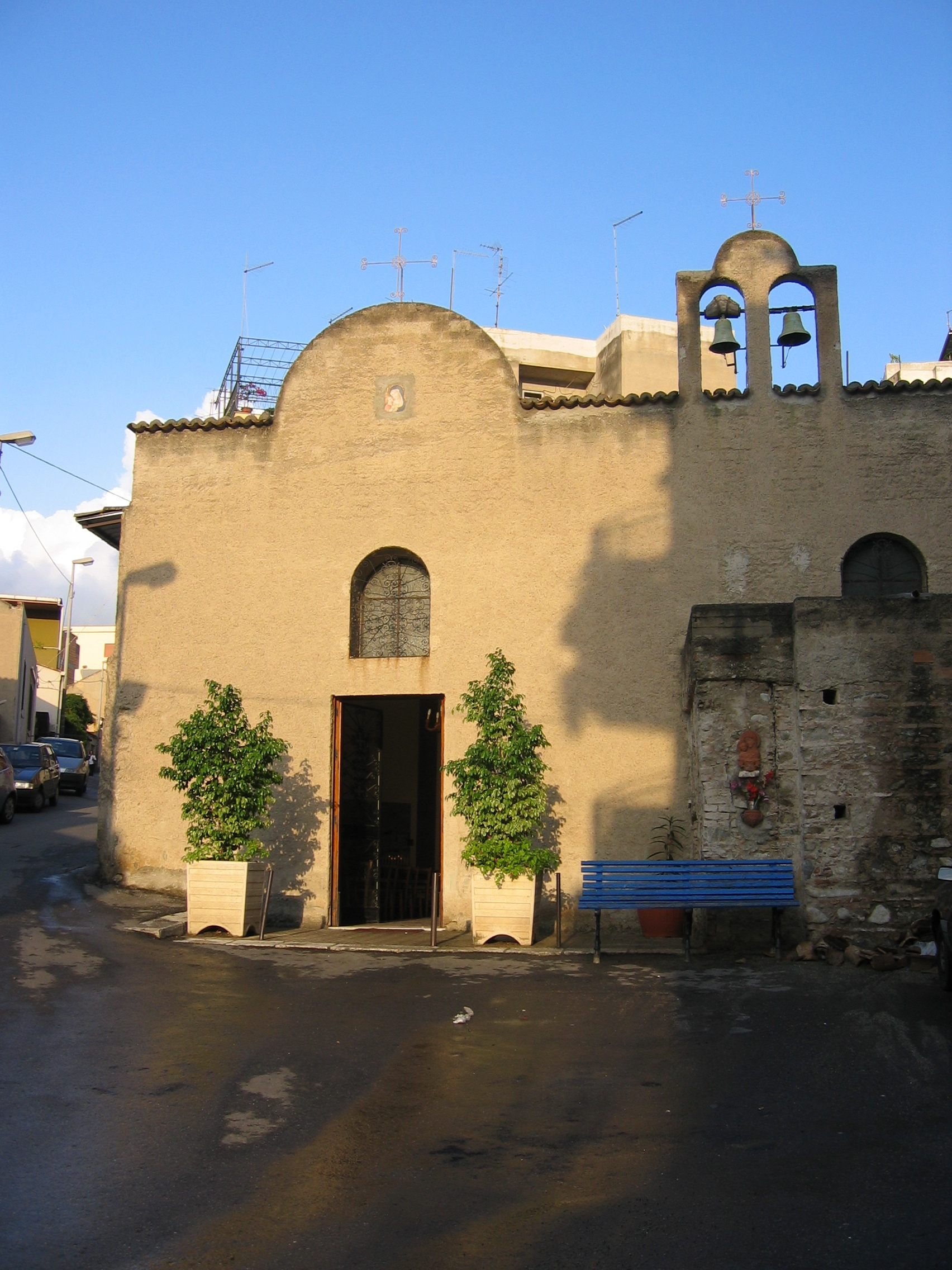
Chiesa della Madonna dei Poveri
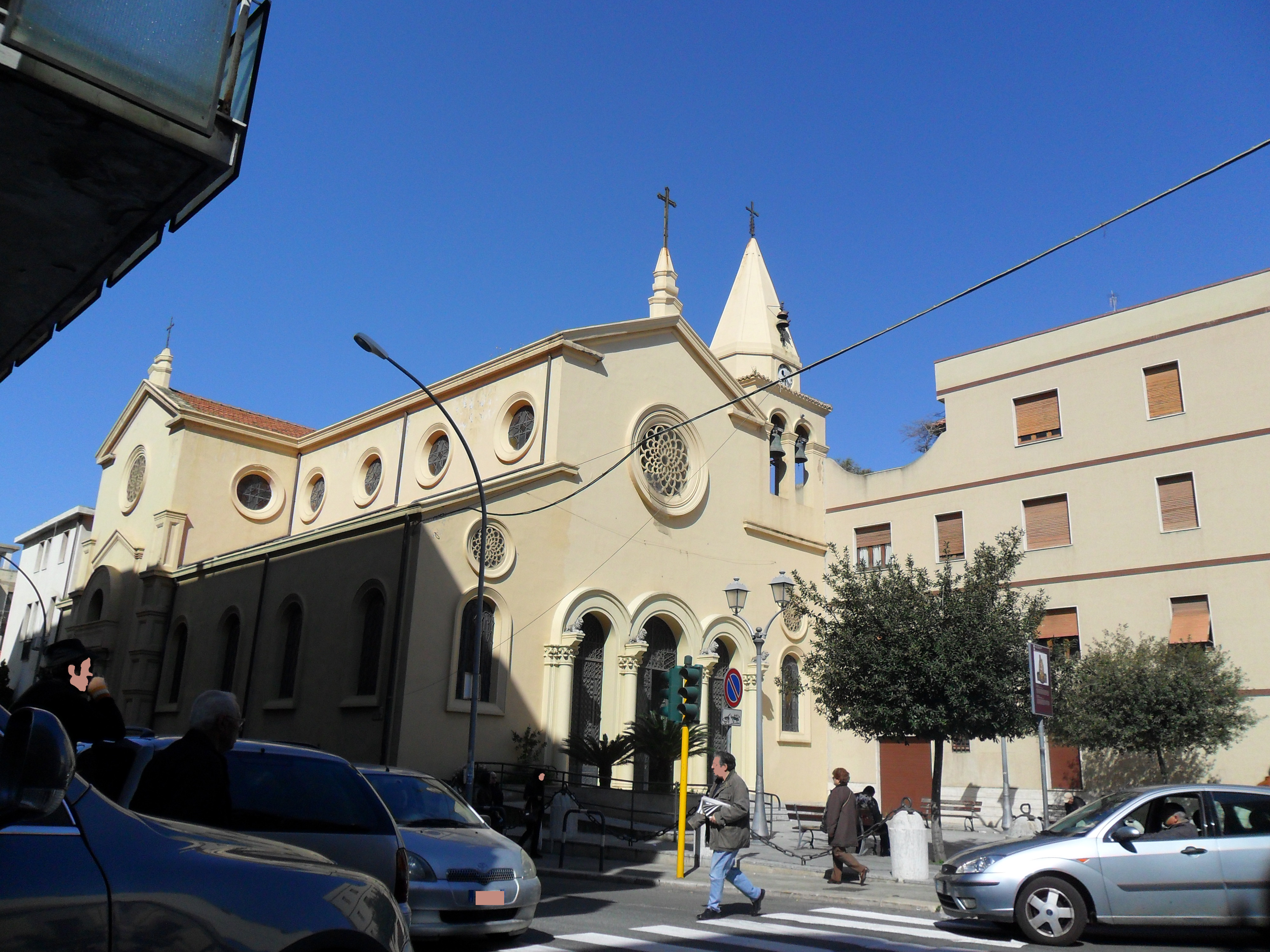
Chiesa dell'Itria

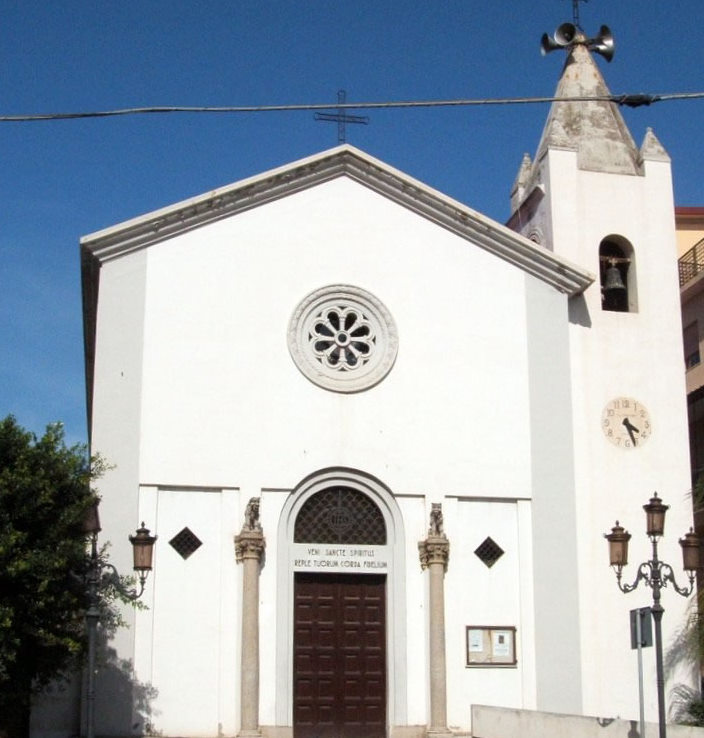
Chiesa dello Spirito Santo
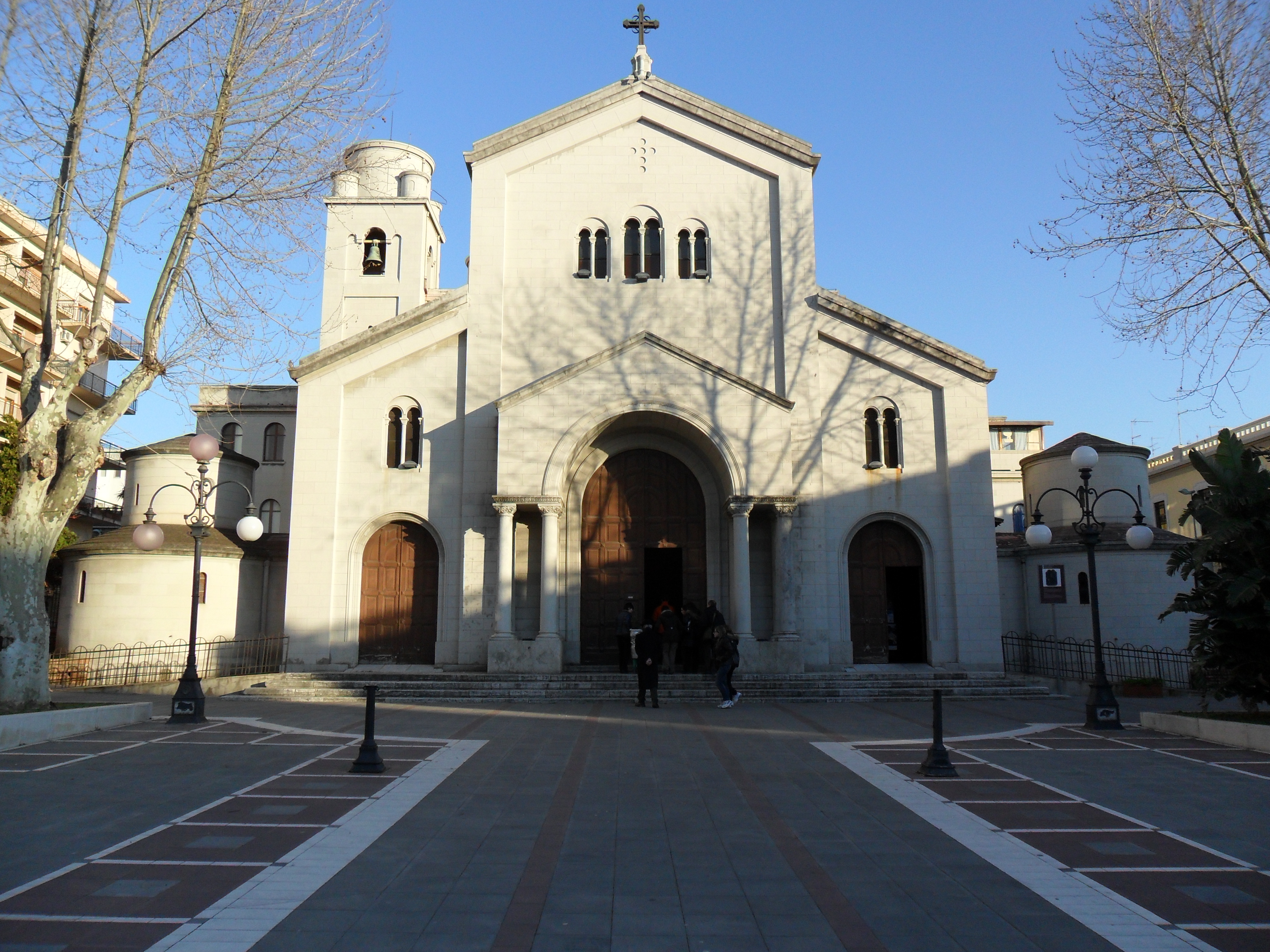
Chiesa di Sant'Agostino

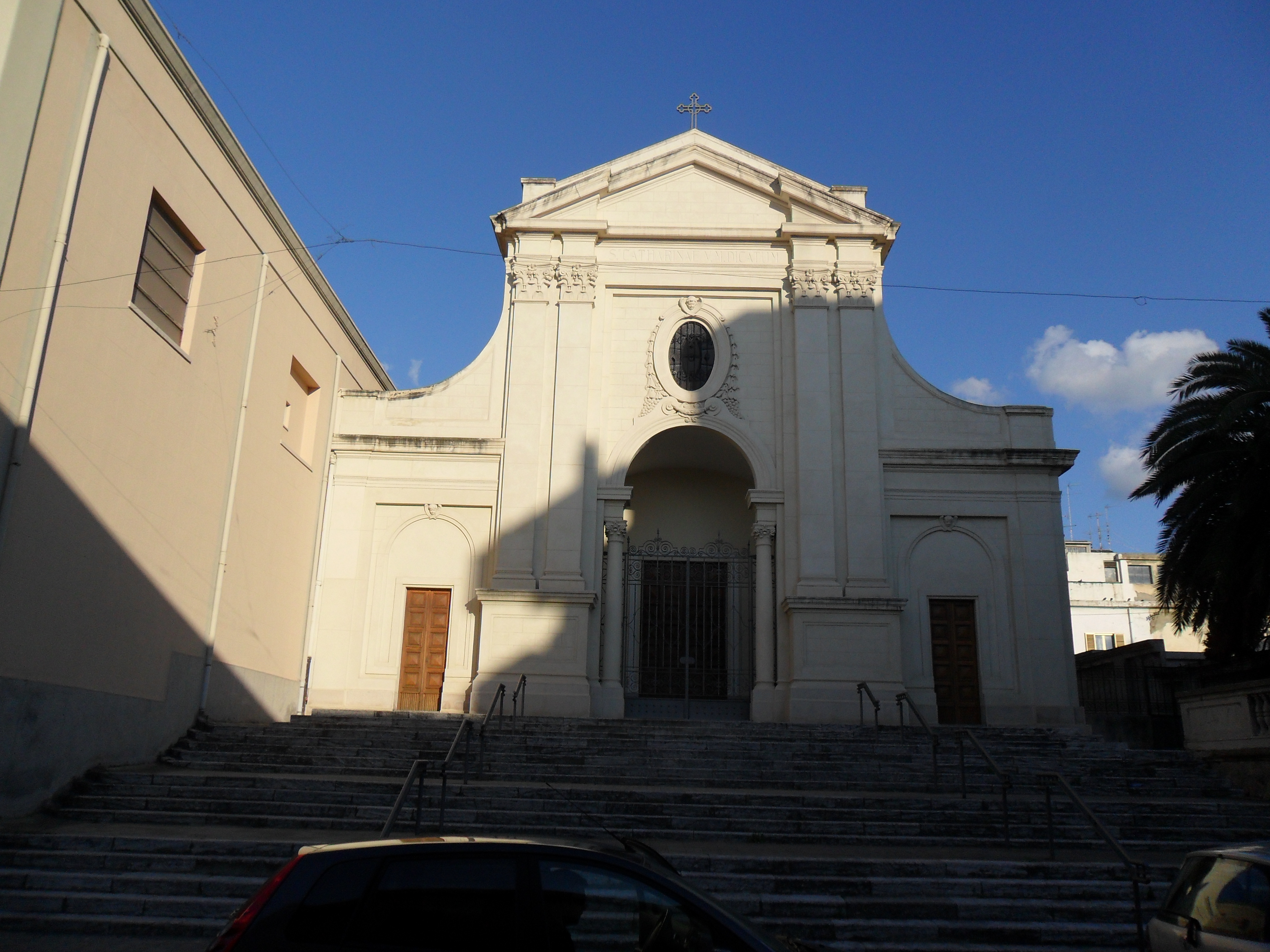
Chiesa di Santa Caterina
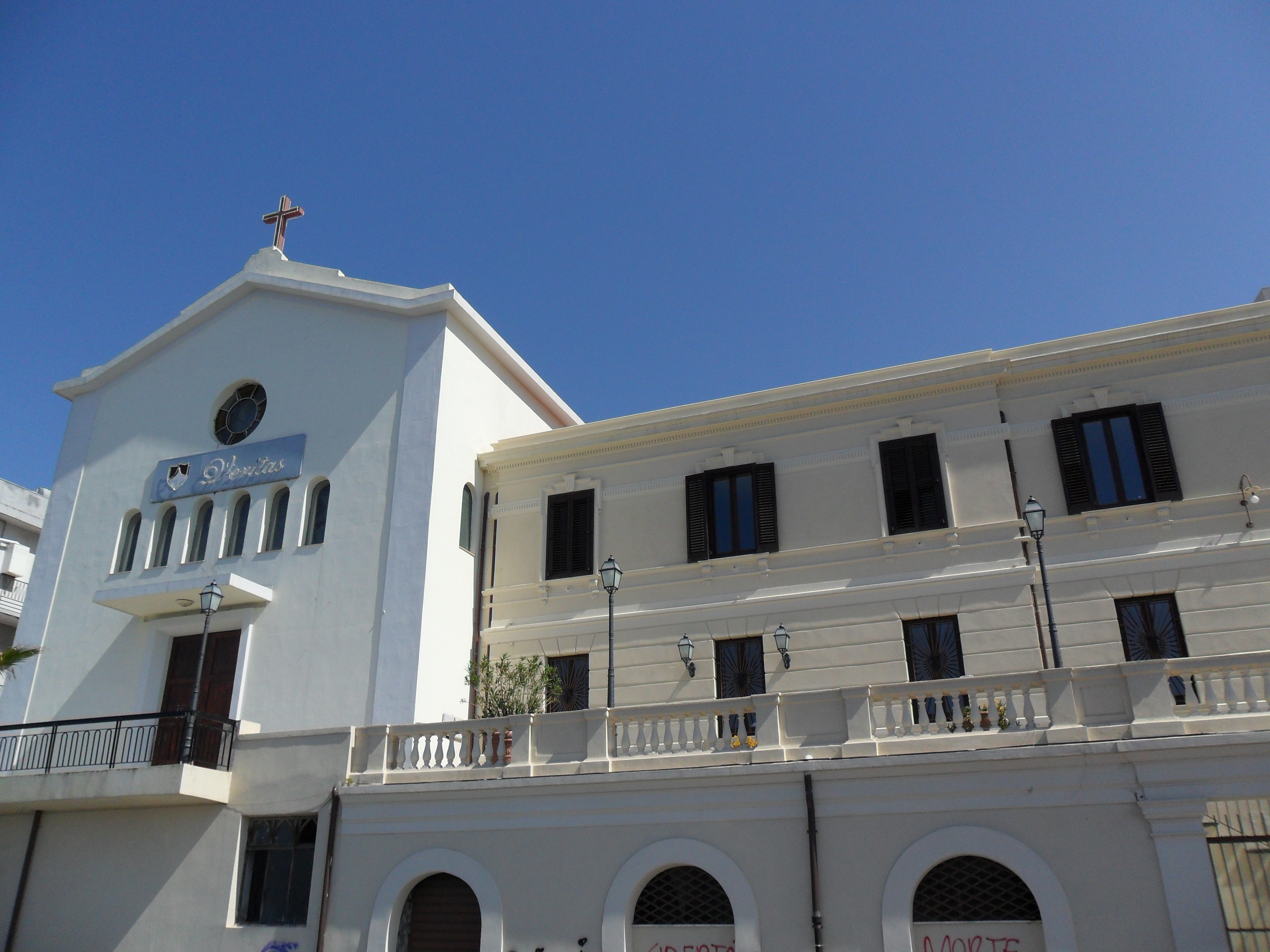
Chiesa di San Domenico

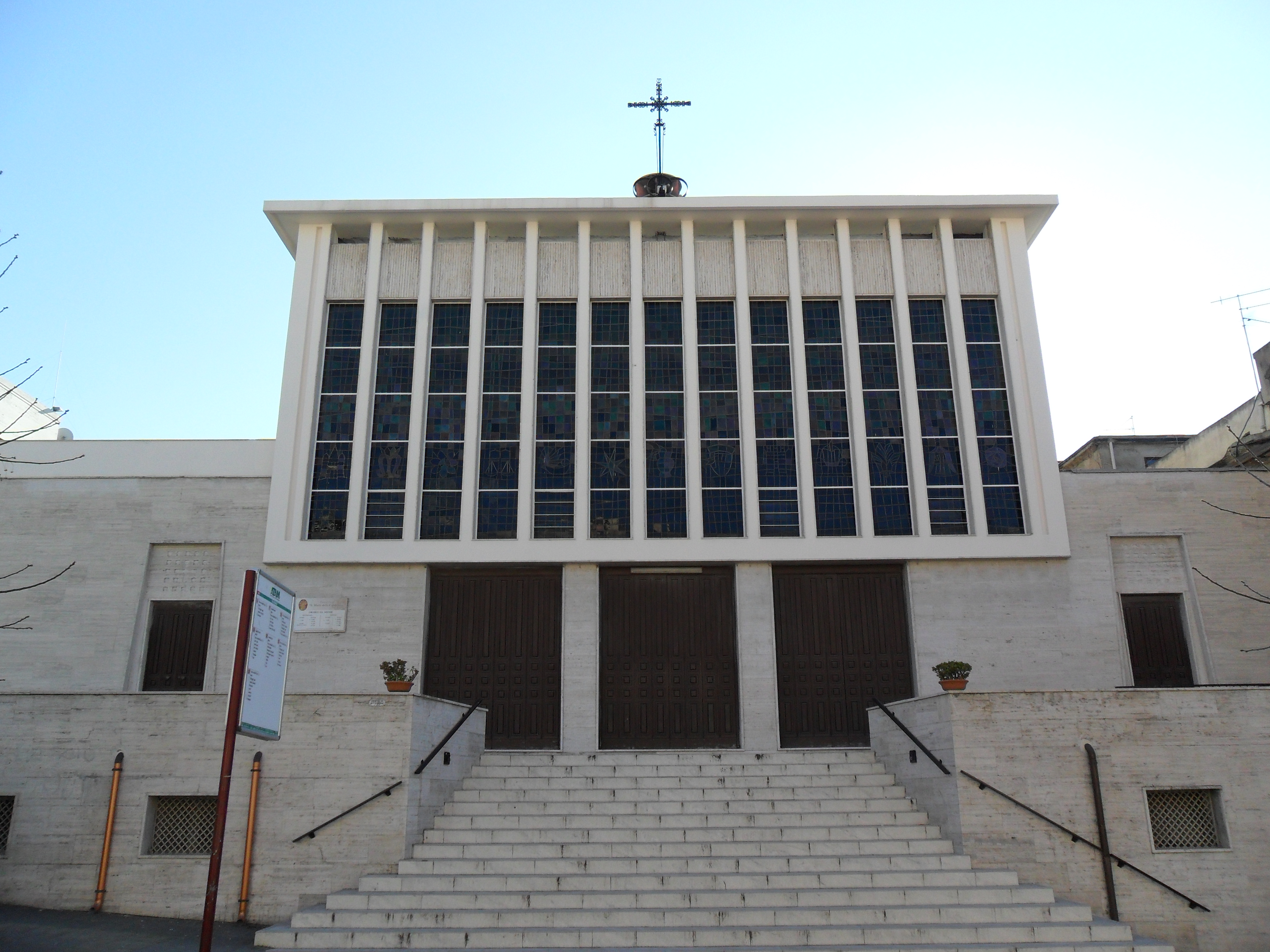
Chiesa della Candelora
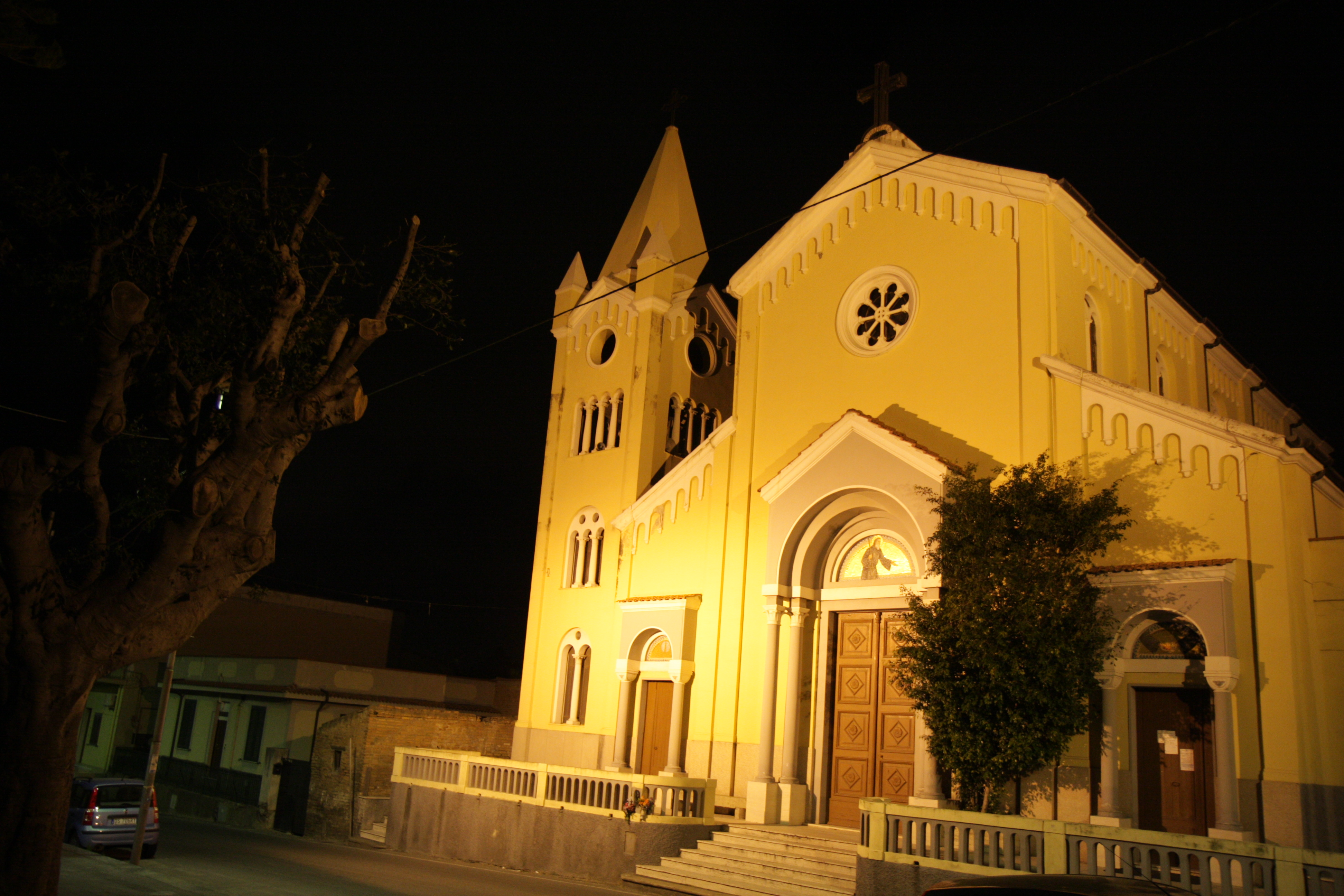
Chiesa di S. Francesco di Paola a Catona

Sono numerosi e vari i luoghi di culto religioso costruiti a Reggio, o sul suo territorio storico, durante il corso della lunga storia cittadina.
L'elenco, la descrizione o i collegamenti delle chiese in ordine alfabetico è utile per la comprensione della storia di Reggio e della sua spiritualità. Su tutto il territorio comunale sono presenti 67 chiese, 8 santuari, 52 comunità religiose e 26 oratori.
Le principali sono:
- Basilica Cattedrale Metropolitana di Maria Santissima Assunta in Cielo - Duomo di Reggio: cattedrale dell'arcidiocesi metropolitana, è l'edificio sacro più grande della Calabria. Ha opere d'arte come le imponenti statue ai lati della scalinata di San Paolo e Santo Stefano opera di Francesco Jerace, e la cappella del Santissimo Sacramento (monumento nazionale) tra i maggiori esempi di barocco calabrese, le cui pareti sono rivestite di intarsi marmorei policromi, provenienti dall'antico duomo.
- Chiesa degli Ottimati: costruita nel X secolo, l'antica chiesa bizantina-normanna fu distrutta durante le invasioni saracene e dai successivi terremoti, ma fu riedificata sul sito originario. Presenta al suo interno e nella propria struttura gran parte delle architetture e delle opere artistiche originali, integrate anche con quelle presenti nell'antica basilica normanna di Santa Maria di Terreti. Tra queste spicca uno splendido pavimento a mosaico cosmatesco, ed una pala dell'altare di notevole valore artistico raffigurante l'Annunciazione, opera di Agostino Ciampelli.
- Chiesa della Graziella: è una delle chiese più antiche della città ed è in stile barocco calabrese. La chiesa fu inaugurata il 29 marzo 1691, come testimoniato da un'iscrizione su marmo, e sorge nel quartiere di Sbarre. L'edificio, di modeste dimensioni, consta di tre corpi di fabbrica: la chiesa, il campanile e la sagrestia. Dopo lunghi lavori di restauro, la chiesa è stata restituita al culto il 30 aprile 2000.
- Cattolica dei Greci: la chiesa rappresenta l'istituzione cristiana più antica della città. Le origini del tempio sono legate al culto cristiano-ortodosso e per secoli rappresentò la Cattedrale della città. In origine si trovava nei pressi di piazza Vittorio Emanuele II ma, dopo che il terremoto del 1783 la distrusse, fu riedificata nel 1876 nell'attuale sito posto nella parte alta del centro cittadino. La chiesa, di stile neoclassico, ha pianta a croce latina e presenta tre navate, delle quali la centrale termina con abside semicircolare. Di notevole importanza è il portale bronzeo dorato sul quale sono rappresentate simbolicamente alcune scene della vita di Gesù.
- Chiesa di San Giorgio al Corso, il cui nome ufficiale è 'Tempio della Vittoria' dedicato ai vaduti della I guerra mondiale, opera di Camillo Autore, sacrario della città, architettura ispirata al classicismo commemorativo, è dedicata al patrono di Reggio. Fu inaugurata nel 1935 alla presenza del principe Umberto di Savoia e della principessa Maria Josè. Il tempio è assai severo per lo stile che si richiama alle architetture romane, tipiche del regime fascista. La lunetta a vetri che sovrasta il portale raffigura San Giorgio che uccide il drago, mentre sul portale sono ricordati, con lettere in bronzo, i luoghi più noti degli scontri della prima guerra mondiale: Monte Nero, Carso, Bligny, Montello, Isonzo, Bainsizza, Monte Grappa, Piave. La facciata del tempio è un vero e proprio arco trionfale. La chiesa è a navata unica con tre cappelle laterali di proprietà di alcune famiglie nobili della città; è dedicata ai caduti in guerra del reggino, della locride e della piana di Gioia Tauro-Palmi. La cupola, alta 32 metri, poggia su quattro arconi. Sopra il tabernacolo è custodita una reliquia della Santa Croce e vi si trova un libro con i nomi di tutti i caduti della provincia della prima guerra mondiale. L'abside è decorata con mosaico che raffigura il Cristo tra gli angeli e i santi evangelisti e Pietro e Paolo. Il monumentale fonte battesimale in argento massiccio è dono del Principe Umberto II di Savoia per l'inaugurazione del Tempio.
- Chiesa di San Giuseppe al Corso: chiesa in stile gotico italiano situata sul corso Garibaldi.
- Chiesa di Gesù e Maria: si eleva nella piazzetta formata con l'incrocio di via Torrione, via Crisafi e via Cantore Giuseppe Morisani. Ha una facciata di stile classicheggiante che poggia su una loggetta alla quale si accede con due scale laterali.
- Chiesa di San Sebastiano Martire al Crocefisso: la chiesa si eleva su un rialzo del terreno con le sue eleganti linee classicheggianti. È a unica navata e sulla parete di sinistra si aprono lecappelle del battistero e del S.S. Crocifisso, oltre che il grande campanile.
- Chiesa di Santa Lucia: posta sulla centralissima via De Nava, si presenta con un esterno in stile rinascimentale, arricchita all'interno con opere e mosaici moderni di notevole fattura.

Nel dettaglio:
(elenco da completare)

## A
- Chiesa dell'Addolorata (Spontone);
- Chiesa dell'Annunziata;
- Chiesa di Sant'Agostino;
- Chiesa di Sant'Antonio (Cataforio);
- Chiesa di Sant'Antonio (Gallico marina);
- Chiesa di Sant'Antonio (Vinco);
- Santuario di Sant'Antonio;
- Chiesa di Sant'Antonio Abate (Archi);
- Chiesa di Sant'Antonio Abate e San Michele Arcangelo (Terreti);
- Chiesa di Sant'Antonio da Padova (Arangea);
- Chiesa di Sant'Aurelio vescovo e martire (Arghillà);
- Chiesa di Sant'Anna (Trunca);

## B
- Chiesa di San Biagio (Gallico superiore);
- Chiesa di San Bruno;

## C
- Chiesa di San Cristoforo;
- Chiesa di Santa Croce (Trunca);
- Chiesa della Santa Croce (Pietrastorta);
- Chiesa della Santa Croce (Croce Valanidi);
- Chiesa dei Santi Cosma e Damiano (Bocale);
- Santuario dei Santi Cosma e Damiano (Pellaro);
- Chiesa del Carmine (Cataforio);
- Chiesa del Carmine (Pellaro);
- Chiesa del Carmine (Nocille);
- Chiesa del Carmine (Rosalì);
- Chiesa del Carmine (Salice Calabro);
- Chiesa di Santa Caterina vergine e martire;
- Chiesa di San Cono (Rosalì);

## D
- Chiesa di San Demetrio (Mosorrofa);
- Chiesa di San Domenico (Sala);
- Chiesa di San Dionigi (Catona);
- Chiesa di San Domenico;

## F
- Chiesa di San Francesco d'Assisi;
- Chiesa di San Francesco Saverio (Archi);
- Chiesa di San Francesco di Paola;
- Santuario di San Francesco di Paola (Catona);
- Chiesa di San Francesco alla marina (Catona);
- Chiesa di San Francesco di Paola (San Filippo);

## G
- Chiesa di San Giorgio al Corso;
- Chiesa di San Giorgio Martire;
- Chiesa di San Giovanni Battista (Archi);
- Chiesa di San Giuseppe al Corso;
- Chiesa di San Giovannello;
- Chiesa dei Santi Giovanni Nepomuceno e Filippo Neri (Arangea);
- Chiesa di San Gaetano Catanoso;
- Chiesa di San Gaetano;
- Chiesa di San Giovanni Battista (Pellaro);
- Chiesa di San Giuseppe (Villa San Giuseppe);
- Chiesa di San Giuseppe (Saracinello);
- Chiesa di San Giuseppe e del Santissimo Salvatore (Cataforio);
- Chiesa di Gesù e Maria (Cataforio);
- Chiesa di Gesù e Maria;
- Chiesa di San Gregorio taumaturgo (San Gregorio);
- Chiesa di San Giovanni Bosco (Ravagnese),
- Chiesa dei Santi Girolamo Emiliani ed Anna.

## I
- Chiesa di Maria Immacolata (Catona);
- Chiesa dell'Immacolata (Ravagnese);
- Chiesa dell'Immacolata (Rosario Valanidi);

## L
- Chiesa di San Luca evangelista;
- Chiesa di Santa Lucia vergine e martire;
- Chiesa di San Luigi Gonzaga (Pettogallico);
- Chiesa di San Leonardo (Arasì);

## M
- Chiesa di Maria Santissima Assunta (Armo);
- Chiesa di Maria Santissima Annunziata (Cerasi);
- Chiesa di Maria Santissima del Rosario (Ortì);
- Chiesa di Maria Santissima Assunta in Cielo, Duomo della città e chiesa più grande della Calabria;
- Chiesa di Maria Santissima del Carmelo (Archi);
- Chiesa della Madonna dei Poveri (Reggio Calabria) (Pepe);
- Chiesa di Santa Maria delle Grazie (Ravagnese);
- Chiesa di Santa Maria delle Grazie;
- Chiesa di Santa Maria del Divino Soccorso;
- Chiesa di Santa Maria della Candelora;
- Chiesa di Santa Maria della Neve (Cannavò);
- Chiesa di Santa Maria dell'Itria;
- Chiesa di Santa Maria dell'Itria (Gallico marina);
- Chiesa di Santa Maria dell'Itria (Rosalì);
- Chiesa di Santa Maria di Loreto;
- Chiesa di Santa Maria di Loreto (Ortì);
- Chiesa di Santa Maria del Carmine (Pellaro);
- Basilica di Santa Maria Madre della Consolazione (Eremo);
- Chiesa di Santa Maria Madre della Consolazione (Oliveto);
- Chiesa di Santa Maria delle Grazie (Vito);
- Chiesa di Santa Maria delle Grazie (Perlupo);
- Chiesa di Maria Santissima di Monserrato (Monserrato);
- Chiesa di Maria Santissima Mediatrice;
- Chiesa di San Michele Arcangelo (Nasiti);
- Santuario di Maria Santissima delle Grazie (Gallico superiore);
- Chiesa di Santa Maria dell'Abbondanza in Macellari (Pellaro);
- Chiesa di Santa Maria del Bosco (Podàrgoni);
- Chiesa di Santa Maria del Buon Consiglio (Catona);
- Chiesa di Santa Maria del Buon Consiglio (Ravagnese);
- Chiesa di Santa Maria Regina della Pace (San Leo di Pellaro);
- Chiesa di Santa Maria del Lume (Pellaro);
- Chiesa di Santa Maria del Popolo (Arasì);
- Chiesa di Santa Maria della Misericordia (Salice Calabro);
- Chiesa di Santa Maria della Cattolica dei Greci;
- Chiesa di Santa Maria della Neve (Sambatello);
- Chiesa di Santa Maria dell'Arco (Croce Valanidi);
- Chiesa di Santa Maria dei Poveri (Croce Valanidi);
- Chiesa di Santa Maria delle Grazie e San Sebastiano (Sambatello);
- Chiesa di Santa Maria di Porto Salvo (Gallico marina);
- Chiesa della Madonna di Polsi (Rosalì);
- Santuario di Maria Santissima di Modena;

## N
- Chiesa di San Nicola di Bari (Vito);
- Chiesa di San Nicola di Bari (Gallina);
- Chiesa di San Nicola di Bari (Rosario Valanidi);
- Chiesa di San Nicola di Bari (Gallico);
- Chiesa di San Nicola (Ortì);

## P
- Chiesa di San Pietro;
- Chiesa di San Pietro (Paterriti);
- Santuario di San Paolo apostolo;
- Chiesa di San Pio X;

## R
- Chiesa del Rosario (Pietra della Zita);
- Chiesa del Santo Rosario;
- Chiesa di San Rocco (Straorino);
- Chiesa di San Rocco (Ortì);

## S
- Chiesa di Santo Stefano da Nicea (Archi);
- Chiesa di Santo Stefano Protomartire;
- Santuario del Sacro Cuore;
- Chiesa di San Sebastiano Martire al Crocefisso;
- Chiesa del Sacro Cuore di Gesù;
- Chiesa di San Sperato (San Sperato);
- Chiesa del Santissimo Salvatore;
- Chiesa del Santissimo Salvatore (Cataforio);
- Chiesa del Santissimo Salvatore (Trizzino);
- Chiesa del Santissimo Salvatore (Schindilifà);
- Chiesa dello Spirito Santo;
- Chiesa di Sant'Elia Profeta (Condera);
- Chiesa di San Sebastiano (Diminniti);

## V
- Monastero della Visitazione di Santa Maria;
- Santuario del Volto Santo;
- Chiesa di Santa Veneranda (Vinco);

## Altra confessioni cristiane
- Chiesa battista;
- Chiesa ortodossa di San Paolo dei greci;
- Chiesa valdese;
- Chiesa evangelica;